# Річне (Бородуліхинський район)
Річне́ (каз. Речное) — село у складі Бородуліхинського району Абайської області Казахстану. Входить до складу Красноярського сільського округу.
Населення — 63 особи (2021; 116 у 2009, 157 у 1999, 207 у 1989).
Національний склад станом на 1989 рік:
- росіяни — 65 %